# Syngonosaurus
Il syngonosauro (Syngonosaurus macrocercus Seeley, 1879) era un dinosauro erbivoro, forse appartenente agli ornitopodi. Visse alla fine del Cretaceo inferiore (Albiano, circa 105 milioni di anni fa) e i suoi resti fossili sono stati ritrovati in Inghilterra.

## Tassonomia
Questo dinosauro è conosciuto solo attraverso alcune vertebre mal conservate, rinvenute nella zona di Cambridge e descritte da Harry Govier Seeley nel 1879. Spesso confuso con i resti fossili dell'anchilosauro Acanthopholis, Syngonosaurus è però considerato appartenere agli iguanodonti. I resti sono troppo scarsi e privi di caratteri diagnostici per una classificazione adeguata, e attualmente questo genere è considerato un nomen dubium. In ogni caso, i fossili testimoniano la presenza di grossi iguanodonti alla fine del Cretaceo inferiore in Inghilterra.